# Championnats du monde de tennis de table 1997
Navigation
Édition précédente Édition suivante
Les championnats du monde de tennis de table 1997, quarante-quatrième édition des championnats du monde de tennis de table, ont lieu du 24 avril au 5 mai 1997 à Manchester, au Royaume-Uni.

## Résultats en simple et en double
Le titre messieurs revient à Jan-Ove Waldner pour qui c'est le 2e sacre, après celui remporté en 1989. Le double messieurs est remporté par les chinois Kong Linghui et Liu Guoliang devant la paire Jörgen Persson/Jan-Ove Waldner, les français Damien Eloi et Jean-Philippe Gatien étant demi-finalistes pour la deuxième fois consécutive.
Jan-Ove Waldner n'a pas perdu un seul set durant toute la compétition, ce qui ne s'était jamais produit jusque là.
|                  | Or                        | Argent                         | Bronze                            |
| ---------------- | ------------------------- | ------------------------------ | --------------------------------- |
| Simple messieurs | Jan-Ove Waldner           | Vladimir Samsonov              | Yan Sen                           |
| Simple messieurs | Jan-Ove Waldner           | Vladimir Samsonov              | Kong Linghui                      |
| Simple dames     | Deng Yaping               | Wang Nan                       | Li Ju                             |
| Simple dames     | Deng Yaping               | Wang Nan                       | Wu Na                             |
| Double messieurs | Kong Linghui Liu Guoliang | Jörgen Persson Jan-Ove Waldner | Damien Éloi Jean-Philippe Gatien  |
| Double messieurs | Kong Linghui Liu Guoliang | Jörgen Persson Jan-Ove Waldner | Kōji Matsushita Hiroshi Shibutani |
| Double dames     | Deng Yaping Yang Ying     | Li Ju Wang Nan                 | Chai Po Wa Qiao Yunping           |
| Double dames     | Deng Yaping Yang Ying     | Li Ju Wang Nan                 | Cheng Hongxia Wang Hui            |
| Double mixte     | Liu Guoliang Wu Na        | Kong Linghui Deng Yaping       | Wang Liqin Wang Nan               |
| Double mixte     | Liu Guoliang Wu Na        | Kong Linghui Deng Yaping       | Chiang Peng-lung Chen Jing        |

## Résultats par équipe
L'équipe de Chine (Ding Song, 
Kong Linghui, Liu Guoliang, Ma Wenge, Wang Tao) 
remporte le titre par équipe en s'imposant en finale contre l'équipe de France, composée de Nicolas Châtelain, Patrick Chila, Damien Éloi, Jean-Philippe Gatien et 
Christophe Legoût. La médaille de bronze est remportée par l'équipe de Corée du Sud.
|                                      | Or                                                          | Argent                                                                                    | Bronze                                                                        |
| ------------------------------------ | ----------------------------------------------------------- | ----------------------------------------------------------------------------------------- | ----------------------------------------------------------------------------- |
| Swaythling Cup Par équipes messieurs | Chine Ding Song Kong Linghui Liu Guoliang Ma Wenge Wang Tao | France Nicolas Chatelain Patrick Chila Damien Éloi Jean-Philippe Gatien Christophe Legoût | Corée du Sud Kim Taek-soo Oh Sang-eun Yoo Nam-kyu Lee Chul-seung Chu Kyo-sung |
| Coupe Corbillon Par équipes dames    | Chine Deng Yaping Li Ju Wang Nan Yang Ying Wang Chen        | Corée du Nord Kim Hyon-hui Tu Jong-sil Wi Bok-Sun                                         | Allemagne Nicole Struse Christina Fischer Olga Nemeș Elke Schall Jie Schöpp   |